# Плеши (Бузау)
Плеши (рум. Pleși) насеље је у Румунији у округу Бузау у општини Бисока. Oпштина се налази на надморској висини од 841 m.

## Становништво
Према подацима из 2002. године у насељу је живело 490 становника, од којих су сви румунске националности.